# Puna (ekosystem)

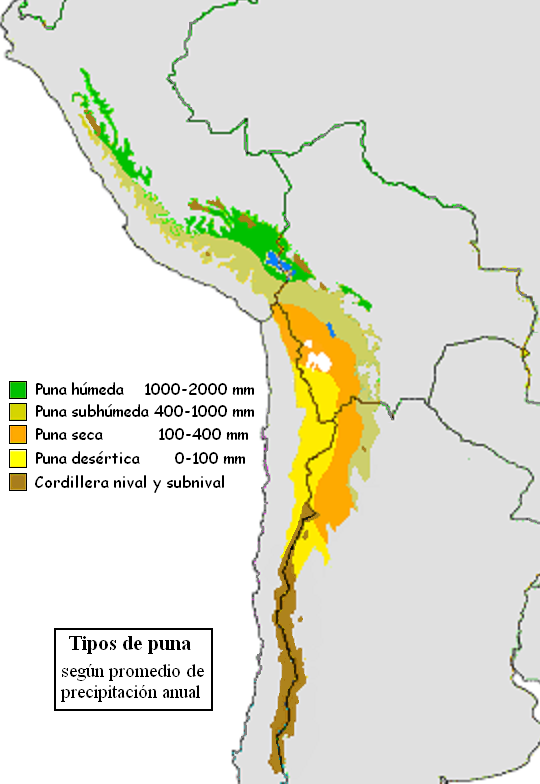
Puna.

Puna är en ekoregion och ett biom inom bergsslätter och ödemarker, beläget i de centrala delarna av Anderna i Sydamerika. Puna räknas till en av åtta naturområdesregioner i Peru, men sträcker sig så långt söder ut som till norra Argentina och Chile.

## Bilder

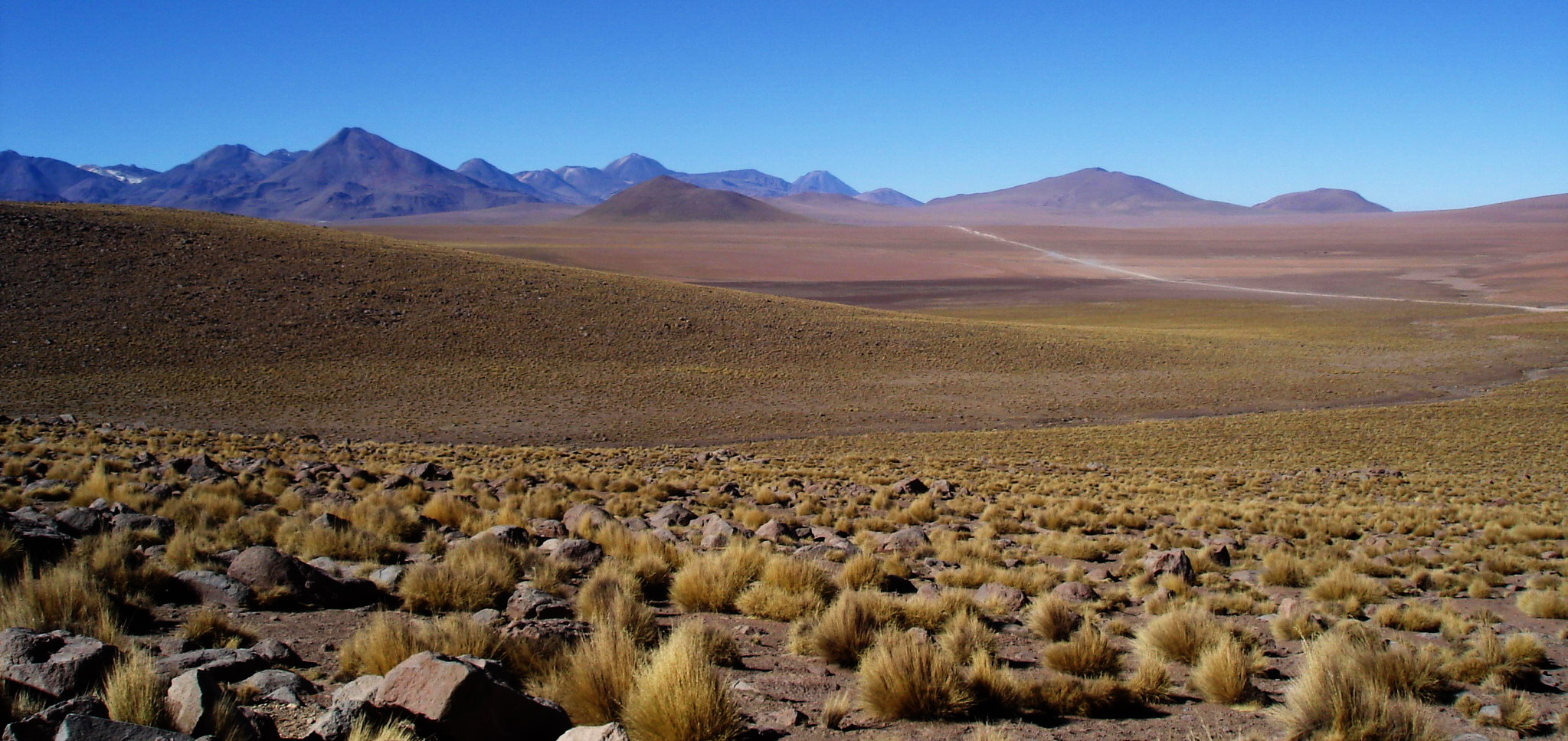
Puna grässlätt på Chilenska altiplano.
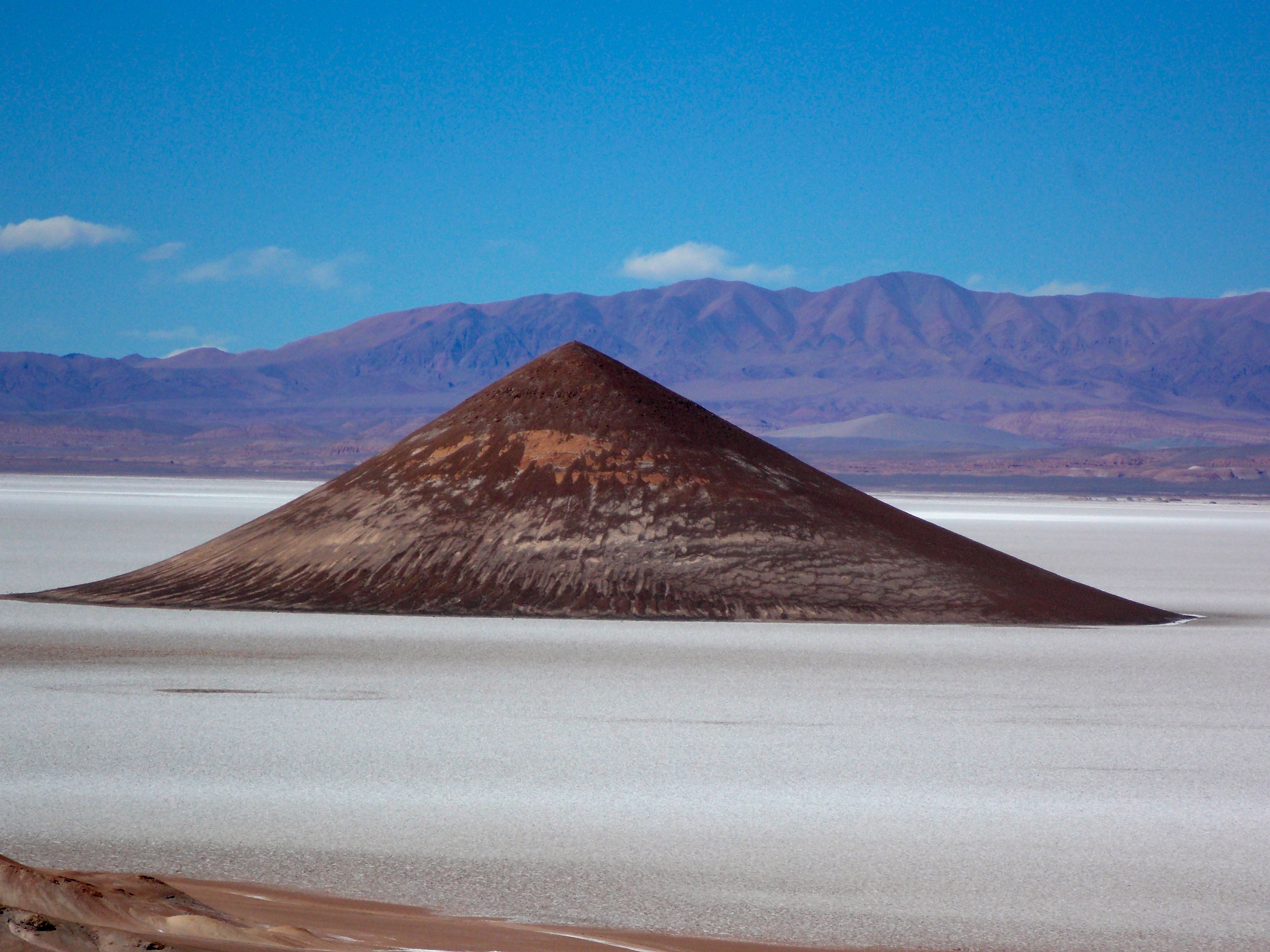
Cono de Arita, Argentina.